# Centrifugadora

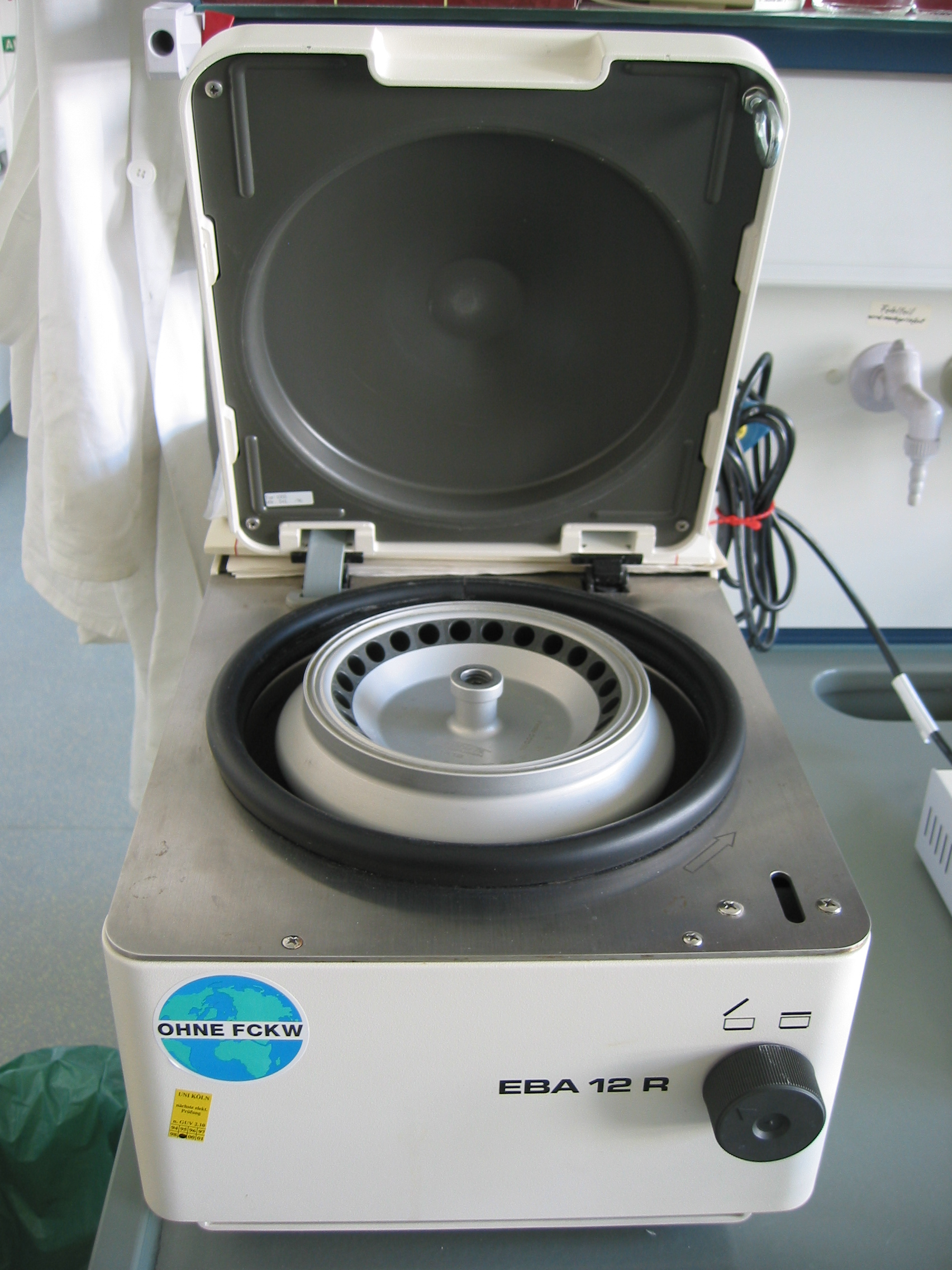
Centrifugadora

Una centrifugadora es una máquina que pone en rotación una muestra para –por fuerza centrífuga– acelerar la decantación o la sedimentación de  sus componentes o fases (generalmente una sólida y una líquida), según su densidad. Existen diversos tipos, comúnmente para objetivos específicos. Funciona haciendo que las sustancias y partículas más densas se muevan hacia afuera en dirección radial. Al mismo tiempo, los objetos que son menos densos se desplazan y se mueven hacia el centro. En una centrífuga de laboratorio que utiliza tubos de muestra, la aceleración radial hace que las partículas más densas se asienten en el fondo del tubo, mientras que las sustancias de baja densidad ascienden hasta la parte superior. Una centrifugadora puede ser un filtro muy efectivo que separa los contaminantes del cuerpo principal del fluido.
Las centrifugadoras a escala industrial se utilizan comúnmente en la fabricación y el procesamiento de desechos para sedimentar sólidos en suspensión o para separar líquidos inmiscibles. Un ejemplo es el separador de crema que se encuentra en los lácteos. Las centrifugadoras de muy alta velocidad y las ultracentrifugadoras capaces de proporcionar aceleraciones muy altas pueden separar partículas finas hasta nanoescala y moléculas de diferentes masas. Las centrifugadoras grandes se utilizan para simular entornos de alta gravedad o aceleración (por ejemplo, entrenamiento de alta G para pilotos de prueba). Las centrifugadoras de tamaño mediano se utilizan en lavadoras y en algunas piscinas para extraer el agua de las telas. Las centrifugadoras de gas se utilizan para la separación de isótopos, como para enriquecer el combustible nuclear en isótopos fisionables.

## Historia
El ingeniero militar inglés Benjamin Robins (1707–1751) inventó un aparato de brazo giratorio para determinar el arrastre. En 1864, Antonin Prandtl propuso la idea de una centrifugadora láctea para separar la nata de la leche. Posteriormente, la idea fue puesta en práctica por su hermano, Alexander Prandtl, quien mejoró el diseño de su hermano y exhibió una máquina de extracción de grasa de mantequilla en funcionamiento en 1875.

## Aplicaciones

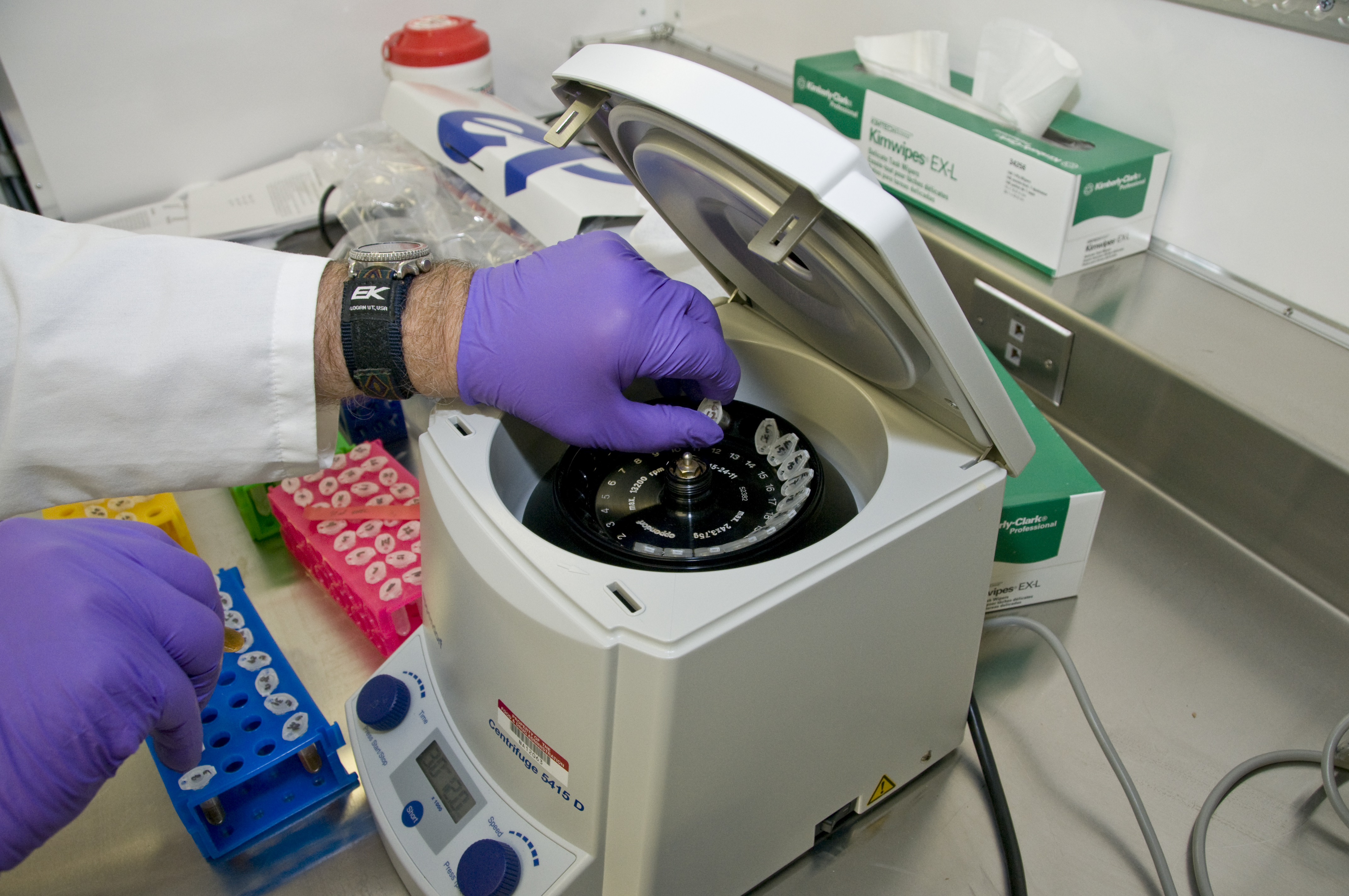
Muestras colocadas en una pequeña centrifugadora de laboratorio

- Una aplicación típica consiste en acelerar el proceso de sedimentación, separando el plasma sanguíneo y el suero sanguíneo de los componentes celulares sanguíneos en un proceso de análisis de sangre.
- También se utiliza para determinar el hematocrito mediante una toma de muestra capilar. En este caso la máquina utilizada se denomina microcentrifugadora.
- Se usa mucho en laboratorios de control de calidad y en fábricas que elaboran zumos a base de cítricos, para controlar el nivel de pulpa fina, mediante separación del zumo exprimido.
- Otra aplicación ocurre en la elaboración de aceite de oliva. En ella, una vez molidas y batidas las aceitunas, se introducen en una centrifugadora horizontal, en la cual el aceite, que es la fracción menos pesada, se aparta del resto de componentes del fruto: agua, hueso, pulpa, etcétera.
- Una aplicación importante es la separación del uranio 235 del uranio 238.
- Para cuantificar el grado de grasa o crema que contiene la leche. Las centrifugadoras utilizan instrumentos denominados butirómetros, de los cuales existen diferentes tipos: para crema, manteca, etcétera.

### Separaciones de laboratorio
Se utiliza una amplia variedad de centrifugadoras a escala de laboratorio en química, biología, bioquímica y medicina clínica para aislar y separar suspensiones y líquidos inmiscibles. Varían ampliamente en velocidad, capacidad, control de temperatura y otras características. Las centrifugadoras de laboratorio a menudo pueden aceptar una gama de diferentes rotores de cubo oscilante y de ángulo fijo capaces de transportar diferentes números de tubos de centrifugadora y clasificados para velocidades máximas específicas. Los controles varían desde simples temporizadores eléctricos hasta modelos programables capaces de controlar las tasas de aceleración y desaceleración, las velocidades de funcionamiento y los regímenes de temperatura. Las ultracentrifugadoras hacen girar los rotores al vacío, lo que elimina la resistencia del aire y permite un control exacto de la temperatura. Los sistemas de rotor zonal y de flujo continuo son capaces de manejar volúmenes de muestra a granel y más grandes, respectivamente, en un instrumento a escala de laboratorio.
Otra aplicación en laboratorios es la separación de sangre. La sangre se separa en células y proteínas (RBC, WBC, plaquetas, etc.) y suero.
La preparación de ADN es otra aplicación común para la farmacogenética y el diagnóstico clínico. Las muestras de ADN se purifican y el ADN se prepara para la separación al agregar tampones y luego centrifugarlo durante un cierto período de tiempo. Luego se eliminan los desechos de sangre y se agrega otro tampón y se vuelve a girar dentro de la centrifugadora. Una vez que se eliminan los desechos de sangre y se agrega otro tampón, el sedimento se puede suspender y enfriar. Luego, las proteínas se pueden eliminar y todo se puede centrifugar nuevamente y el ADN se puede aislar por completo. Las citocentrífugdoras especializadas se utilizan en laboratorios médicos y biológicos para concentrar células para su examen microscópico.

## Funcionamiento
El centrifugado es una sedimentación acelerada, ya que la aceleración de la gravedad se sustituye por la aceleración centrífuga: {\displaystyle \omega ^{2}r}, donde {\displaystyle \omega \,} es la velocidad angular de giro de la centrifugadora y {\displaystyle r} es la distancia al eje de la centrifugadora. Puesto que la velocidad mencionada puede ser de miles de revoluciones por minuto, se alcanzan aceleraciones mucho mayores que la intrínseca de la gravedad.
Además de ser más rápida que la sedimentación, la centrifugación permite separar componentes que la mera sedimentación no podría realizar, por ejemplo separar el uranio 235 del uranio 238.
Como la sedimentación, al centrifugado lo rige la ley de Stokes, según la cual las partículas sedimentan más fácilmente cuanto mayores sean su diámetro y su peso específico comparado con el del fluido, y cuanto menor sea su viscosidad. Es importante considerar que la función del fluido es esencial, pues sin su viscosidad todas las partículas se precipitarían a la misma velocidad.
- Obtención de enzimas. En la industria médica y farmacológica, a menudo se recurre a la centrifugación para obtener determinadas enzimas de las células especializadas que las producen.
- Separación del ADN. La centrifugación isopícnica a menudo se emplea en laboratorios genéticos para separar el ADN celular y permitir su posterior estudio y manipulación.
- Muestra sanguínea. La centrífuga se utiliza en varios campos como en los laboratorios de análisis de sangre, para dividir el plasma y el suero sanguíneo.

## Tipos de centrifugadoras

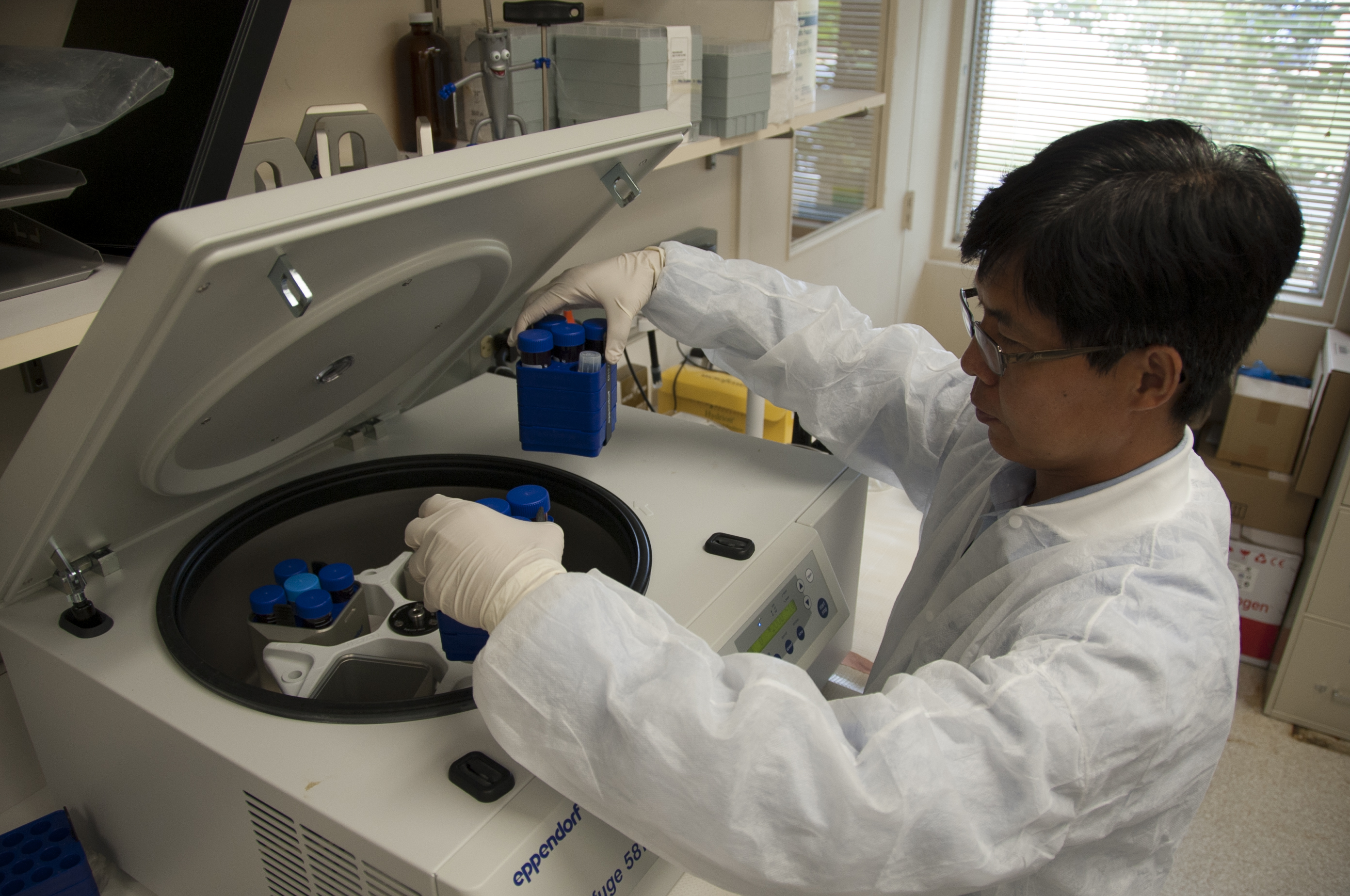
La sangre completa a menudo se separa, utilizando una centrifugadora, en componentes para su almacenamiento y transporte

Una máquina centrifugadora se puede describir como una máquina con un recipiente que gira rápidamente y aplica fuerza centrífuga a su contenido. Los aparatos en los que se lleva a cabo la centrifugación contienen dos componentes esenciales:
1. Motor
2. Rotor (donde se coloca la muestra por centrifugar). Existen dos tipos de rotores:[4][5][6][7]

- Fijos. Los tubos se alojan con un ángulo fijo con respecto al eje de giro. Se usan para volúmenes grandes.

- Basculantes. Los tubos se hallan dentro de carcasas colgantes, unidas al rotor con un eje. Se mueven cuando el mecanismo centrifugador gira. Se usan para volúmenes pequeños y para separar partículas de coeficiente de sedimentación igual o casi igual. El mecanismo centrifugador está colocado en el interior de una cámara acorazada, a unos 4 °C. Si no existiera esta cámara, al comenzar la centrifugación, debido al rozamiento con el aire, se incrementaría la temperatura de la muestra y podría desnaturalizarse.

En una centrifugadora, las masas de las muestras deben estar compensadas entre sí. En caso contrario podría «saltar por los aires». Para que no ocurra esto, hoy casi todas estas máquinas se detienen si las masas no están compensadas.
Existen dos grandes grupos de centrifugadoras:
1. Analíticas. Posibilitan obtención de datos moleculares: masa molecular, coeficiente de sedimentación, etcétera. Son muy caras y escasas.
2. Preparativas. Con ellas se aíslan y purifican las muestras. Hay de cuatro tipos:

- De mesa. Alcanzan unas 5 000 revoluciones por minuto (rpm). Se produce una sedimentación rápida. Con las microcentrifugadoras, que llegan a 12 000–15 000 rpm, se obtiene el precipitado en menos tiempo.

- De alta capacidad. Se utilizan para centrifugar volúmenes de cuatro a seis litros. Alcanzan hasta 6 000 rpm. Son del tamaño de una lavadora y están refrigeradas.

- De alta velocidad. Son del mismo tamaño que las de alta capacidad y llegan a 25 000 rpm.

- Ultracentrifugadoras. Pueden alcanzar hasta 100 000 rpm. También están refrigeradas. Son capaces de obtener virus y están diseñadas para realizar análisis de sedimentación de macromoléculas utilizando los principios ideados por Theodor Svedberg.

- Las centrifugadoras de Hematocrito se utilizan para medir el porcentaje de volumen de glóbulos rojos en la sangre entera.
- centrifugadoras de gass, incluidas las centrifugadoras tipo zippes, para separaciones isotópicas en fase gaseosa.

Las centrifugadoras industriales pueden clasificarse de otro modo según el tipo de separación de la fracción de alta densidad de la de baja densidad.
Generalmente, hay dos tipos de centrifugadoras: las centrifugadoras de filtración y sedimentación. Para la filtración o la llamada centrífuga de pantalla, el tambor se perfora y se inserta con un filtro, por ejemplo, una tela filtrante, una malla de alambre o una pantalla de lotes. La suspensión fluye a través del filtro y el tambor con la pared perforada desde el interior hacia el exterior. De esta manera, el material sólido se restringe y se puede retirar. El tipo de eliminación depende del tipo de centrifugadora, por ejemplo, manualmente o periódicamente. Los tipos comunes son:
- centrifugadoras de pantalla/scroll (centrifugadoras de pantalla, donde la aceleración centrífuga permite que el líquido pase a través de una pantalla de algún tipo, a través de la cual los sólidos no pueden pasar (debido a granulometría más grande que el espacio de la pantalla o debido a la aglomeración))
- Centrifugadora de empuje
- Centrifugadora peladora
- Centrifugadoras de filtro inversor
- Centrifugadoras de descarga deslizante
- Centrifugadoras de péndulo
- Centrifugadoras de sedimentación

En las centrifugadoras el tambor es una pared maciza (no perforada). Este tipo de centrifugadora se utiliza para la purificación de una suspensión. Para la aceleración del proceso de deposición natural de la suspensión, las centrifugadoras utilizan la fuerza centrífuga. Con las llamadas centrifugadoras de rebose, la suspensión se drena y el líquido se agrega constantemente. Los tipos comunes son:
- Centrifugadoras separadoras (Líquido continuo); tipos comunes son:
  - Centrifugadora de recipiente sólido
  - Centrifugadora de placa cónica
- Centrifugadoras tubulares
- Centrifugadoras decantadoras, en las que no existe una separación física entre la fase sólida y la líquida, sino una sedimentación acelerada por aceleración centrífuga.

Aunque la mayoría de las centrifugadoras modernas funcionan con electricidad, se ha desarrollado una variante manual inspirada en el torbellino para aplicaciones médicas en países en desarrollo.
Se han compartido muchos diseños de centrifugadoras gratuitas y de código abierto que permiten la fabricación digital. Los diseños de hardware de código abierto para centrifugadoras manuales para grandes volúmenes de fluidos con una velocidad radial de más de 1750 rpm y más de 50 N de fuerza centrífuga relativa se pueden imprimir en 3D por alrededor de $25. Otros diseños de hardware abierto usan accesorios impresos en 3D personalizados con motores eléctricos económicos para hacer centrifugadoras de bajo costo (por ejemplo, la Dremelfuge que usa una herramienta eléctrica Dremel) o CNC de OpenFuge.

## Microcentrifugadora
Microcentrifugadora es una máquina centrífuga especializada utilizada en el laboratorio clínico. Ésta pone en rotación una muestra más pequeña para separar por fuerza rotatoria sus componentes o fases  (generalmente una sólida y una líquida), en función de su densidad. Esta es de uso para los tubos capilares. 
El tubo capilar consiste en un tubo de plástico transparente cerrado por su extremo inferior con un tapón. Perpendicularmente al tubo de plástico y en su parte inferior, se perfora y se introduce un tubo de vidrio de pequeño diámetro, que hace de capilar a través del cual se descarga la columna de fluido viscoso. Una regla colocada en su parte exterior o marcas sobre el tubo permiten medir la altura de la columna de fluido en función de tiempo.